# Логофет, Олег Николаевич
Олег Николаевич Логофет (1917—1995) — советский спортсмен и тренер по фехтованию и современному пятиборью. Серебряный призёр чемпионата СССР по современному пятиборью (1947). Мастер спорта СССР по фехтованию, современному пятиборью и спортивной стрельбе. Судья всесоюзной категории по фехтованию (1951).
Первый чемпион Москвы по современному пятиборью (1947). Участник Великой Отечественной войны. Подполковник Вооружённых Сил в отставке.

## Биография
Родился 6 мая 1917 года в Петрограде. Родители находились в гражданском браке: отец — Николай Павлович Драгослав-Надточинский, инженер, в первые годы советской власти был назначен директором фабрики в Чашниках, под Витебском; мать — Ольга Леонидовна Логофет, племянница Дмитрия Николаевича Логофета известного востоковеда, генерала, военного публициста и писателя, который в царской России и после революции занимал видные должности в пограничной охране.
В 1936—1940 годах учился на кафедре рукопашного боя и фехтования ГЦОЛИФК. Окончив вуз с отличием, получил звание лейтенанта и поступил в адъюнктуру. Великую Отечественную войну встретил уже капитаном. А в августе 1941-го Логофет получил назначение в управление горной, лыжной и физической подготовки наркомата обороны. В годы войны Олег в должности командира отдельного горнолыжного батальона 32-й гвардейской стрелковой дивизии участвовал в боевых действиях против 1-й горнострелковой дивизии вермахта на Закавказском фронте. Той самой, о которой много лет спустя в своем стихотворении написал Владимир Высоцкий.
В 1947 году стал первым чемпионом Москвы по современному пятиборью, завоевал серебряную медаль первого первенства СССР по современному пятиборью. В том же году Логофету и Алексею Варакину первым из советских пятиборцев было присвоено звание «Мастер спорта СССР».
В 1951 году стал чемпионом РСФСР по фехтованию.
Подполковник Логофет являлся одним из видных организаторов пятиборья: в 1952 году его избрали первым председателем Всесоюзной федерации современного пятиборья.
На Олимпиаде 1952 в Хельсинки был судьей, а в 1956 году на Олимпийских играх в Мельбурне в качестве руководителя сборной команды СССР по пятиборью.
Кандидат педагогических наук. Профессор.
Работал во Всесоюзном НИИ физической культуры и спорта, преподавал в Военной академии имени М. В. Фрунзе, Московском медицинском стоматологическом институте им. А. Н. Семашко и др.
Автор книг «Современное пятиборье» (1956), «Пять олимпийских дней» (1960), «Сила и мужество. III ступень Всесоюзного физкультурного комплекса „Готов к труду и обороне СССР“» (совместно с Н. П. Павловой, 1972).
Скончался 10 января 1995 года, похоронен на Донском кладбище в Москве.